# Поліцейська історія 2
Поліцейська історія 2 (англ, назва Police Story 2) — гонконгський фільм з Джекі Чаном у головній ролі. Фільм вийшов на екрани в 1988 році.

## Сюжет
Поліцейський Кевін нарешті вирішує провести час зі своєю дівчиною Мей і бере відпустку. А в цей час в Гонконзі невідомі бандити влаштовують серію вибухів. Причому ситуація виходить з-під контролю поліції.
Кевіна на невдоволення Мей витягають прямо з літака на зльоті і підключають до пошуків злочинців. Незабаром ті дають про себе знати і починають шантажувати міську владу. Вони беруть в заручники Мей і примушують Кевіна забрати викуп. Тепер Кевіну належить мобілізувати усі свої здібності, як бойові так і розумові, щоб покарати бандитів і врятувати

## В ролях
- Джекі Чан — Кевін
- Мегі Ченг — Мей
- Чур Єн — Чу Тау
- Чарлі Чо — Джон Ко